# Il pleut toujours où c'est mouillé
Pour plus de détails, voir Fiche technique et Distribution.
Il pleut toujours où c'est mouillé est un film français réalisé par Jean-Daniel Simon, sorti en 1975.

## Synopsis
Dans un village du Lot-et-Garonne, Le Mas d'Agenais, les partisans des candidats s'affrontent au cours de la campagne des élections législatives.

## Fiche technique
- Titre : Il pleut toujours où c'est mouillé
- Réalisateur : Jean-Daniel Simon
- Scénario : Richard Bohringer, Jean-Pierre Petrolacci et Jean-Daniel Simon
- Dialogues : Jean-Pierre Petrolacci
- Photographie : Philippe Rousselot
- Son : Francis Bonfanti
- Musique : Maurice Dulac et Yvan Jullien
- Montage : Marie-Sophie Dubus
- Production : Vincent Malle Productions - Les Films 2001
- Pays de production :  France
- Durée :  92 minutes
- Date de sortie : 
  - France : 27 janvier 1975

## Distribution
- Sylvie Fennec : Claire
- Jean Le Mouël : André
- Myriam Boyer : Marianne
- Jacques Serres : Pierre
- Jacques Portet : Jacques, le notaire
- Daniel Langlet : M. Raoul
- Marcel Roche
- Georges Vaur

## Sélections
- 1974 : Festival de Cannes (Quinzaine des réalisateurs)